# 小行星8338
小行星8338（英語：8338 Ralhan）是一颗围绕太阳公转的小行星。1985年3月27日，Copenhagen Observatory在霍尔拜克发现了此天体。
这颗小行星的绝对星等为140.4047004692015等。